# Distrito de Neno
Neno es un distrito de la región del Sur de Malaui. El distrito tenía una población de 138 291 habitantes en 2018. En 2003, el distrito de Mwanza se dividió en dos distritos, Neno y Mwanza, en el marco del programa de descentralización.

## Demografía
En el momento del censo de Malaui de 2018, la distribución de la población del distrito de Neno por grupo étnico era la siguiente:
- 66,4% ngoni
- 13,1% Lomwe
- 9,6% masticable
- 4,8% Mang'anja
- 2,1% yao
- 2,0% Sena
- 0,5% tumbuka
- 0,2% nyanja
- 0,1% Tonga
- 0,1% nkhonde
- 0,1% lambya
- 0,0% Sukwa
- 1,0% Otros